# Baltar (Paredes)
Baltar es una vila y freguesia portuguesa del concelho de Paredes, integrada en la Gran Área Metropolitana de Oporto. Cuenta con 7,70 km² de superficie y 4.818 habitantes (2011). Su densidad de población es de 625.7 hab/km².
Situada en la zona central del concelho y poblada desde tiempos remotos, como acreditan sus construcciones megalíticas y los restos de un castro, Baltar perteneció durante el Antiguo Régimen al concelho de Aguiar de Sousa. En 1386 el rey D. Juan I le otorgó el título administrativo de honra y la cedió a su vasallo João Rodrigues Pereira, quien a su vez la intercambió en 1401 con su primo Nuno Álvares Pereira. Este, a su vez, cedió Baltar a su hija Beatriz Pereira de Alvim y al marido de esta, Alfonso de Portugal, VIII conde de Barcelos y desde 1442 primer duque de Braganza. Desde entonces y hasta el siglo XIX Baltar perteneció a la casa de Braganza. Ya en 1834 Baltar fue erigida como concelho independiente, con nueve freguesias; pero esta autonomía municipal solo duró hasta 1837, fecha en la que fue integrada en el nuevo concelho de Paredes.
Baltar fue elevada a la categoría administrativa de vila el 1 de julio de 2003.
En el patrimonio histórico-artístico de la freguesia destacan, además de la iglesia matriz, el túmulo (mamoa) de Cavada da Oira y el dolmen (anta) del Padrão.